# Stade Pierre-de-Coubertin (Cannes)
Pour les articles homonymes, voir Stade Pierre-de-Coubertin (homonymie).
Le stade Pierre de Coubertin est un stade de football situé à Cannes. Il est utilisé par le club de football de l'Association sportive de Cannes football. Sa capacité est actuellement de 9 819 places.

## Histoire
Situé dans le quartier ouest de La Bocca, le stade Pierre-de-Coubertin est de nos jours l'antre de l'AS Cannes football, le club principal de Cannes.  
Ce stade est, à sa création à fin des années 1960, consacré à l'athlétisme et au rugby, alors que les équipes de football évoluent au stade des Hespérides, dans le quartier de la pointe Croisette. Il voit la naissance en octobre 1969 du club d'athlétisme de l'Athlétic Club de Cannes qui y installe son siège. Au milieu des années 1970, le rugby quitte définitivement le stade Pierre-de-Coubertin pour y laisser la place en 1975 à l'AS Cannes football. La cohabitation entre l'athlétisme et le football, bonne au début, devient rapidement difficile au fur et à mesure des bons résultats obtenus par les deux clubs. Après des négociations avec la municipalité et la création d'une piste d'athlétisme de huit couloirs au stade Maurice-Chevalier situé à proximité, l'Athlétic Club de Cannes quitte définitivement Pierre-de-Coubertin en 1986. La piste d'athlétisme fut par la suite recouverte par des gradins. Le 31 juillet 1993, 17 401 spectateurs assistent à la réception de l'Olympique de Marseille en Division 1, ce qui constitue le record d'affluence du stade et du club cannois.  
En décembre 2001, une nouvelle Tribune Est (6 000 places assises) est inaugurée. Les gradins derrière les buts sont, quant à eux, rénovés entre 2000 et 2003 tandis que les tribunes latérales furent dotées de nouveaux sièges. Le 2 juin 2013, la Tribune Est du stade devient la Tribune Jean Varraud en hommage à "l'homme des Hespérides", ancien dirigeant du club, décédé en 2006.
Lors de l'été 2023, une nouvelle pelouse hybride est installée, et certains équipements sportifs sont remplacés. Cela coïncide avec l'arrivée du groupe Friedkin à la tête de l'AS Cannes, qui ambitionne un retour vers le monde professionnel.
Aujourd'hui, le stade ne possède plus que ses deux tribunes latérales. Pour des raisons de sécurité et de conformité, la tribune populaire Nord et la tribune Sud (autrefois dédiée partiellement aux supporters adverses) ont été détruites, réduisant la capacité officielle du stade à 9 819 places.